# Andrea Sammaritani
Andrea Sammaritani (ur. 30 listopada 1957 w Rimini) – sanmaryński biegacz narciarski, trzykrotny olimpijczyk – najlepszym wynikiem było 69. miejsce w biegu na 30 km podczas Igrzysk w Sarajewie.

## Wyniki olimpijskie
| Igrzyska         | Konkurencja                     | Czas       | Wynik |
| ---------------- | ------------------------------- | ---------- | ----- |
| Sarajewo 1984    | Bieg na 15 km                   | 1h 03:05.3 | 82.   |
| Sarajewo 1984    | Bieg na 30 km                   | 2h 26:55.9 | 69.   |
| Calgary 1988     | Bieg na 15 km                   | 1h 02:58.1 | 85.   |
| Calgary 1988     | Bieg na 30 km                   | 2h 15:07.7 | 86.   |
| Albertville 1992 | Bieg na 10 km stylem klasycznym | 47:37.8    | 109.  |
| Albertville 1992 | Bieg pościgowy 25 km            | 2h 15:07.7 | 86.   |